# Aplicación horizontal
En informática, una aplicación horizontal es aquella que proporciona una solución general a todo proceso o a un área de negocio. 
Suelen ser usadas por muchos tipos diferentes de organizaciones. Habitualmente ofrecen la capacidad de crear nueva funcionalidad o modificar la propia mediante la integración de otras aplicaciones informáticas.
Algunos ejemplos son herramientas ofimáticas tales como el procesamiento de textos, sistemas CRM, etc. 

Contrasta con las aplicaciones verticales.
- Datos: Q3754892